# Comer (Géorgie)
Pour les articles homonymes, voir Comer.
Comer est une ville américaine située dans les comtés de Madison et d'Oglethorpe, en Géorgie. Selon le recensement de 2020, sa population est de 1 512 habitants.